# Tetracera empedoclea
Tetracera empedoclea är en tvåhjärtbladig växtart som beskrevs av Ernest Friedrich Gilg. Tetracera empedoclea ingår i släktet Tetracera och familjen Dilleniaceae. Inga underarter finns listade i Catalogue of Life.